# Mont Mitake (Hyōgo)
Pour les articles homonymes, voir Mont Mitake (Tokyo).
Le mont Mitake (御嶽, Mitake) est une montagne culminant à 793 m d'altitude à 50 km environ au nord de Kobe dans la préfecture de Hyōgo. Ce mont ne doit pas être confondu avec le mont Mitake de la préfecture de Tokyo ni avec le mont Ontake dans la préfecture de Nagano, tous écrits avec les mêmes kanji.

## Histoire
Le mont Mitake est la montagne la plus élevée des monts Taki, devant le Nishigatake et le Koganegadake. Les monts Taki étaient l'un des lieux les plus sacrés de la religion shugendō de époque de Kamakura à l'époque de Muromachi. Cependant, le Tamba Shugendō, secte Shugendō de la province de Tamba, est défait par le Yamato Shugendō, autre secte Shugendō de la province de Yamato dont celle du mont Ōmine. Tous les temples sur les monts Taki ont été incendiés en 1482.